# Viu sau mort
Viu sau mort (titlul original: în engleză The Tracker, de asemenea Dead or Alive) este un film western american, realizat în 1988 de regizorul John Guillermin, protagoniști fiind actorii Kris Kristofferson, Scott Wilson, Mark Moses și David Huddleston. 

## Rezumat
Noble Adams a servit în armata SUA ca cercetaș în timpul războaielor indiene. Renunță la slujbă și conduce cu soția și fiul său Tom de doi ani, la o fermă pe care a cumpărat-o. Pe drum, soția lui moare într-un accident. Fiul său a primit o educație bună pe coasta de est și a studiat dreptul. După examen, Tom se întoarce la tatăl său pentru o scurtă perioadă de timp.
Într-o zi, Noble este rugat de vechiul său prieten Marshall Crawford să-i ajute să găsească banda condusă de John Stillwell, care a evadat din penitenciarul Yuma. Bandiții ucid niște oameni și răpesc două femei, o fată de doisprezece ani și o indiană. Tom vrea să se alăture poterei. Tatăl său este împotrivă pentru că este convins că fiul său nu face față rigorilor acestor urmăriri. Dar Tom își impune voința. Noble, fiul său și mareșalul urmăresc banda, care are miza o recompensă de 500 de dolari. Ei întâlnesc un grup de vânători de recompense care sunt soldați dezertori. În timpul unei furtuni de nisip, cei trei caută adăpost în spatele stâncilor cât pot de bine. Stillwell și gașca lui își găsesc adăpost într-un Pueblo (sat indian construit într-o stâncă). Pentru că Noble știe că bandiții vor să traverseze râul folosind unicul bac, ei iau o scurtătură dificilă. Vânătorii de recompense le stau la bac în cale. În timpul schimburilor de focuri, Stillwell îl ucide pe Marshall.
Apar mereu conflicte între tată și fiu. Tatăl încă trăiește într-o lume atavică în care viața este dominată de regula: ucide ca să nu fii ucis. Fiul are un comportament uman modelat de coasta de est civilizată. Noble și Tom au întins o altă capcană pentru bandă. Noble ucide toți membrii bandei. Tom îl aștepta pe Stillwell. Are pușca îndreptată spre el și ezită o clipă. Stillwell ia fata pe calul lui ga scut. Tom nu mai poate trage. După cum sa convenit, Noble și Tom se întâlnesc cu indieni care le aduc cai odihniți și provizii. La acest loc de întâlnire se află și sora mai mare și tatăl fetei răpite. 
Noble vrea să o elibereze singur pe fată și urmărește urmele bandiților. Tom deduce brusc unde se va ascunde Stillwell. Poate fi doar Pueblo. El merge drept acolo. Tatăl său o eliberează pe fată și îl face prizonier pe Stillwell. Folosind un truc, Stillwell îi distrage atenția și îl împușcă în stomac cu un mic pistol Derringer ascuns. Stillwell o ia pe fată pe calul său și merge spre Utah. Tom sosește puțin mai târziu. Tatăl lui îi spune că a fost împușcat mortal. Tom promite că va elibera fata. El se confruntă cu Stillwell, care se predă dar când Stillwell încearcă să-l păcălească cu același truc, Tom îl împușcă. Când Tom se întoarce la tatăl său, acesta moare la scurt timp.
Finalul îl arată pe Tom încărcând sicriul tatălui său într-un tren. Pe peron sunt și cele două surori. El îi promite surorii mai mari, alături de care a crescut, că în curând o va vizita.

## Distribuție
- Kris Kristofferson – Noble Adams
- Scott Wilson – John „Red Jack” Stillwell
- Mark Moses – Tom Adams
- David Huddleston – Lane Crawford (Marshall)
- John Quade – Lomax
- Don Swayze – Brewer
- Geoffrey Blake – Miller
- Leon Rippy – Chub Dumont
- Ernie Lively – Bob
- Karen Kopins – Sarah Bolton
- Celia Xavier – Inez
- Jeff Celentano – Lon
- Jennifer Snyder – Mary Bolton
- Brynn Thayer – Lottie Adams
- Jose Rey Toledo – Redondo
- Kip Allen – Cornishman
- John Barks – Drunk
- Michael D. Blum – Bartender
- Forrest Broadley – Murdock
- Jake Dengel – Ethan
- Brook Gamble – Saloon Girl
- Jerry Gardner – șeful stației
- Lois Geary – soția șefului stației
- Ron Kathman – conductorul
- Phil Mead – Virginian
- Stephen Parks – Hugh Bolton
- Adan Sanchez – un mexican

## Producție
Proiectul a început sub producătorul Lance Hool în 1983, cu un scenariu scris de Kevin Jarre. Proiectul a intrat apoi în dezvoltare pentru câțiva ani, până în octombrie 1987, când producția a început filmările în locații din Colorado și New Mexico sub titlul Dead or Alive.
Filmul a fost turnat în diferite locații din New Mexico, în principal în jurul localității Santa Fe. 
Costurile de producție s-au ridicat la ca. 4,8 milioane dolari americani.